# تشارلز رولن

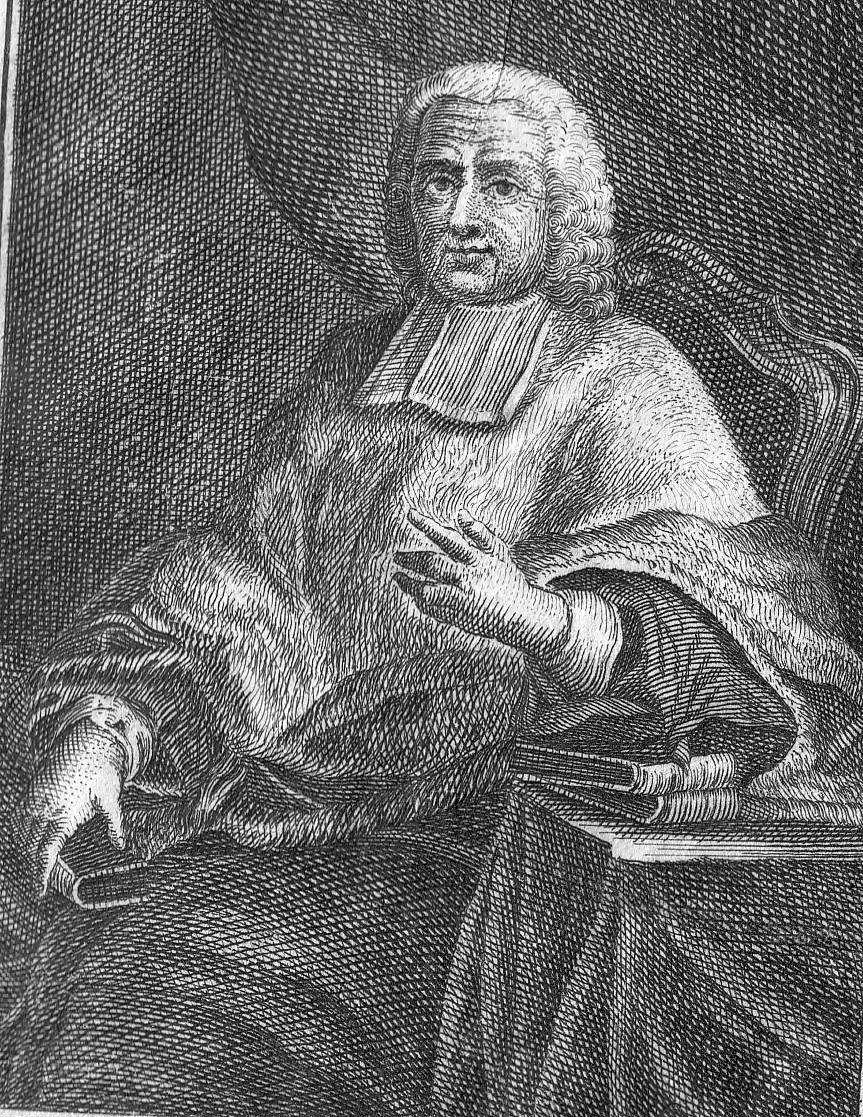
لوحة لرولن تعود إلى عقد 1730.

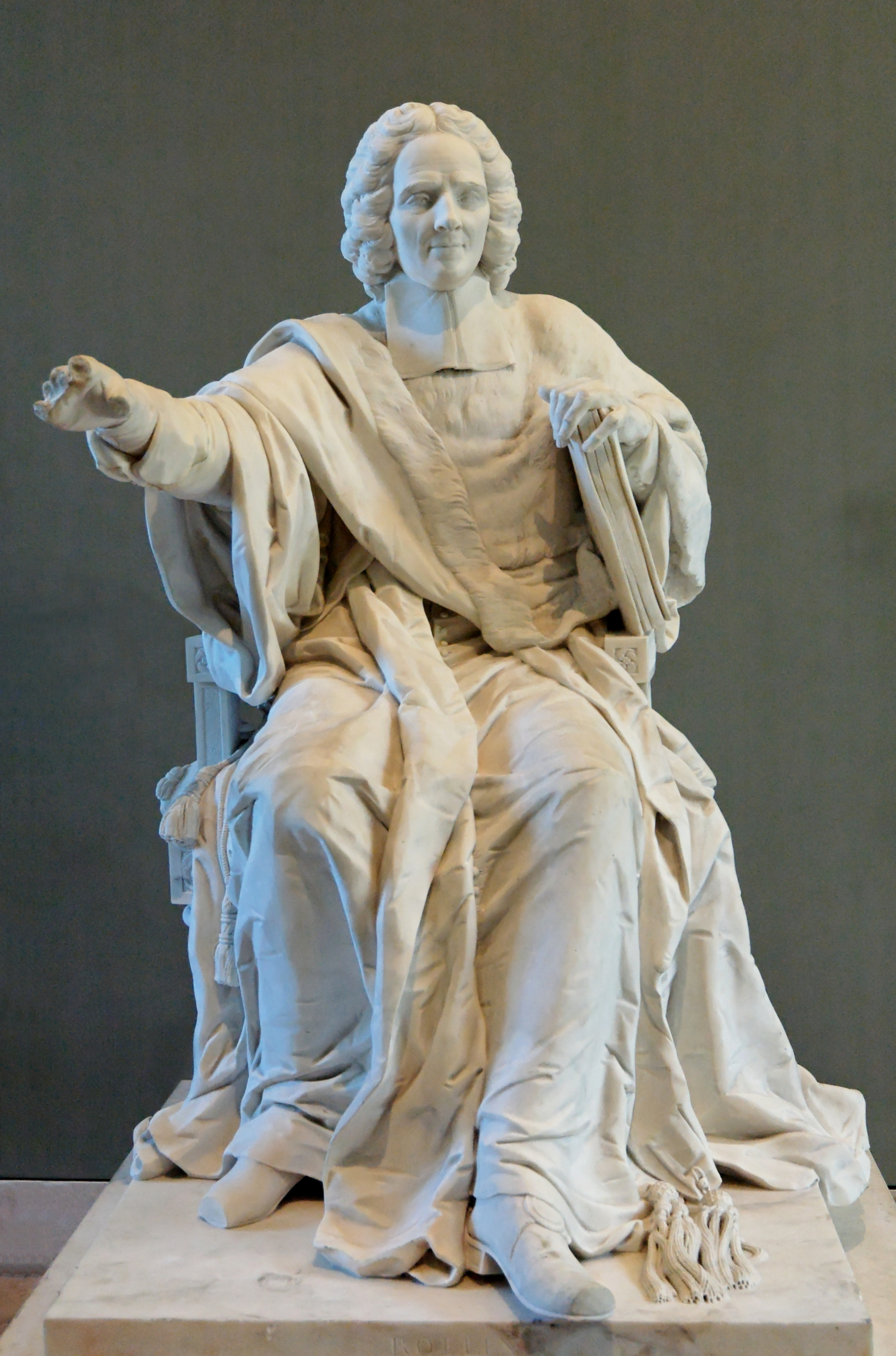
تمثال لرولن في متحف اللوفر.

تشارلز رولن (بالفرنسية: Charles Rollin)‏ هو مؤرخ ومعلم فرنسي ولد في يوم 30 يناير 1661 في مدينة باريس عاصمة فرنسا، ولد لعائلة اختصت بمهنة أدوات تناول الطعام حصل على شهادته من جامعة باريس في عمر ال22 إختص بالتاريخ الروماني وأتقن اللغة اليونانية وإعتمد عليه عدة مؤرخين لاحقين مثل سيسموندي، توفي في يوم 14 ديسمبر 1741 في باريس.